# Francisco Bohigas
Francisco Bohigas ( Buenos Aires, Argentina, 4 de diciembre de 1892 – Merlo provincia de Buenos Aires, Argentina, 20 de diciembre de 1966 ) fue un comediógrafo y poeta, autor de varias letras de tango.

## Actividad profesional
Su primera obra teatral representada fue la revista Do-re-mi-fa-sol-la-sí, estrenada en el teatro Variedades  en 1922, que escribió con Mario Battistella. A esa obra siguieron, entre otras, Aflojále que colea, ¡Aura! y se fue, Contraflor al resto, ¡truco!, El Profesor Trombini y Sacále lo desparejo.
En 1925 estrenó en el Teatro Ideal su tango Dejá el cabaret (Por última vez) con música de Carlos Pibernat en el marco de su obra Aflojale que colea a los que siguieron un centenar de obras entre los que se encuentran sus tangos No hay que hacerle? y No seas tirana con música de Rodolfo Sciammarella, Robustiano, Gallo viejo, El cielo en tus ojos, Ansias de olvido, Mamita (Flor de angustia) , que con música de Ángel Félix Danesi registró Carlos Gardel con sus guitarristas Aguilar y Barbieri, sobre el que Miguel Ángel Benedetti dijo que era “para la antología del tango fúnebre, con una pobre chica a la que le pasa de todo: se retuerce, tose, tartamudea cuando habla, tiene la frece arrugada, al rato se muere, el desgraciado de su novio no la va a ver y aprovecha para casarse con otra en esa misma noche. Y encima en el conventillo hay goteras”.
Cero al as con música de Arturo Gallucci fue grabada con la voz de Floreal Ruiz por la orquesta de Alfredo De Angelis para Odeon en 1944 y con el cantor Alberto Podestá con la orquesta dirigida por Carlos Di Sarli, El cielo en tus ojos con música de Francisco Pracánico fue grabado en 1941 por la orquesta de Di Sarli cantando Roberto Rufino, Cuando tú me quieras, que lleva música de Julio Pollero y Agesilao Ferrazzano lo grabó el trío de este último en versión instrumental en 1927 y lo registró Gardel en París. De su autoría (letra y música) es el tango publicitario Aprovechá la bolada (Fumá Caranchos) que recomendaba una marca de cigarrillos:

Fumá Caranchos
no seas chancleta
que en cada etiqueta
se encuentra un cupón.
Seguí mi consejo, prendete che, Pancho
¡que está en los Caranchos tu gran salvación!
Fumá Caranchos
que al fin del jaleo
en el gran sorteo
te vas a ligar:
una casa posta, un Buick de paseo
y el sueño ‘e tu piba se va a realizar.

Otro tango publicitario del que hizo letra y música fue Tirate un lance, que hacía propaganda con sorteo incluido, de un vino producido por las Bodegas Giol que recomendaba una marca de vino:

Tirate un lance, tomá vino “Toro”
Que está en diez tapitas, la combinación,
No pierdas el tiempo, metele Teodoro
Pensá en tu pebeta... juntá pa´ un cupón.
Tirate un lance, tomá vino “Toro”
Que en el gran concurso te podés armar,
De un regio “De Soto”, que vale un tesoro
Y el sueño ´e tu novia se va a realizar...

## Fallecimiento
Francisco Bohigas falleció en Merlo (provincia de Buenos Aires) el 20 de diciembre de 1966.